# Jori-eup
Jori-eup (koreanska:  조리읍) är en köping i kommunen Paju i provinsen Gyeonggi i den nordvästra delen av Sydkorea, 25 km norr om huvudstaden Seoul.